# Travuniidae
Famille
Les Travuniidae sont une famille d'opilions laniatores. On connaît six espèces dans trois genres.

## Distribution
Les espèces de cette famille se rencontrent dans les Balkans.

## Liste des genres
Selon World Catalogue of Opiliones (20/05/2021) :
- Dinaria Roewer, 1935
- Travunia Absolon, 1920
- Trojanella Karaman, 2005

## Publication originale
- Absolon & Kratochvíl, 1932 : « Zur Kenntnis der höhlenbewohnenden Araneae der illyrischen Karstgebiete. » Mitteilungen über Höhlen- und Karstforschung vol. 1932, p. 73–81.